# Сеймур-Конвей, Генри
Генри Сеймур-Конвей (англ. Henry Seymour Conway; 1721, Челси — 9 июля 1795, Уокингем) — британский фельдмаршал и политик, Верховный главнокомандующий британской армией с 1782 по 1793 год.

## Семья и образование
Конвей был вторым сыном Фрэнсиса Сеймура-Конвея, 1-го барона Конвея (старший брат которого Попхэм Сеймур-Конвей унаследовал графский титул Конвеев) от его третьей жены Шарлотты Сеймур-Конвей (урожденной Шортер). Он поступил в Итон в 1732 году и с тех пор поддерживал тесную дружбу со своим двоюродным братом Хорасом Уолполом, сыном первого премьер-министра Великобритании Роберта Уолпола.

## Начало военной карьеры

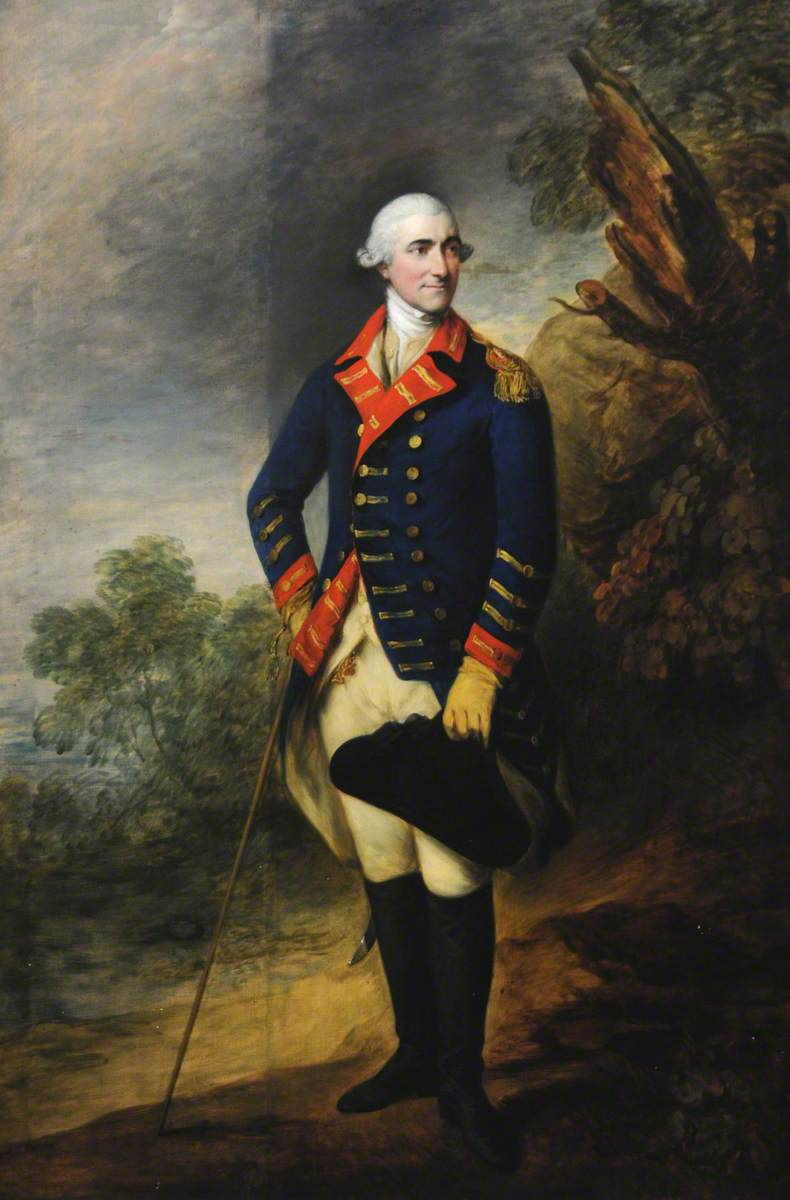
Томас Гейнсборо. Портрет фельдмаршала Конвея.

Конвей присоединился к полку Молесуортских драгун 27 июня 1737 года в звании лейтенанта. Затем он перевёлся в 1-й полк Пешей гвардии, и 14 февраля 1741 года был произведен в капитаны, а 10 мая 1742 года-в капитан-лейтенанты (эквивалент подполковника).
Во время войны за Австрийское наследство Конвей служил в штабе фельдмаршала Джорджа Уэйда в ходе сражения при Деттингене (в июне 1743 года) и в штабе герцога Камберлендского в ходе сражения при Фонтенуа (в мае 1745 года). 6 апреля 1746 года он стал полковым командиром 48-го пехотного полка, и в этом качестве принял участие в печально известной битве при Куллодене во время подавления Второго якобитского восстания. В июле 1747 года, в битве при Лауффельде, он едва избежал смерти, попал в плен к французам, но был освобождён через несколько дней. 
В июле 1749 года Конвей возглавил 34-й пехотный полк, с которым служил в гарнизоне Менорки (по состояния на 1751 год).

## Начало политической карьеры
Конвей был избран в ирландский парламент в 1741 году от округа Антрим и в британский парламент от Хайам-Феррерса в декабре 1741 года по рекомендации сэра Роберта Уолпола. Позже он многократно переизбирался в парламент от разных округов. 12 марта 1755 года Генри Сеймур-Конвей был произведен в генерал-майоры.
В апреле 1755 года Уильям Кавендиш, Маркиз Хартингтон, новый лорд-лейтенант Ирландии, неожиданно назначил Конвея главным секретарем по ирландским делам. Прибыв в Ирландию, он, наконец, занял свое место депутата от графства Антрим в ирландской Палате общин (в октябре 1755 года). Многие современники надеялись, что Конвей разрешит конфликт в ирландской политике между спикером Генри Бойлем с одной стороны и политиком Джоном Понсонби с другой; в конечном счете, он действительно сумел достичь компромисса, в рамках которого Бойль получил титул графа, а Понсонби стал спикером. В апреле 1757 года Конвей получил почётную придворную должность «Groom of the Chamber».

## Семилетняя Война
Когда началась Семилетняя война, Конвей принял в ней активное участие. Он был вторым по старшинству британским военачальником во время экспедиции в Рошфор в 1757 году, и неоднократно выступал за дневную атаку на форт Фурас, но его коллеги согласились только на ночную атаку (которая провалилась). В конце концов, экспедиция вернулась в Портсмут, так ничего и не добившись. Хотя Джон Мордаунт (главнокомандующий) был оправдан военным трибуналом, эта история нанесла ущерб также и репутации Конвея. Выражая своё неудовольствие, король Георг II отказался задействовать Конвея в кампании 1758 года. Вместо этого, ему было только доверено подписать договор об обмене пленными в Слёйсе (в 1759 году). Однако, уже 21 апреля 1759 года Конвей стал полковым командиром 1-го Королевского драгунского полка, а 25 августа 1759 года был произведен в генерал-лейтенанты.
В 1761 году он служил в Германии заместителем Джона Мэннерса, Маркиза Грэнби, старшего британского командира в союзной армии во главе с принцем
Фердинандом Брауншвейгским. В битве при Виллингхаузене в июле 1761 года Конвей командовал корпусом, который находился в центре линии и не атаковал. Он также участвовал в битве при Вильгельмстале в июне 1762 года, и захватил замок Вальдек в следующем месяце. После подписания предварительных мирных соглашений в Фонтенбло в ноябре, Конвей руководил отправкой британских войск из Европы и их возвращением в Англию в марте.

## Более поздняя политическая карьера
Конвей был переизбран в Палату общин в апреле 1761 года, на этот раз от Тетфорда, а 4 июля 1761 года стал членом Тайного совета. Будучи старшим членом фракции вигов лорда Рокингема, он выступал против судебных исков Короля против реформиста Джона Уилкса в 1763 году, что привело для него к утрате ранее присвоенной почётной придворной должности, а также и к увольнению с поста командира 1-го Королевского драгунского полка. Это, в свою очередь, привело к публикации многочисленных памфлетов, авторы которых опасались, что король намерен очистить армию от своих политических противников.
В июле 1765 года Конвей вступил в должность государственного секретаря Южного департамента (в правительстве лорда Рокингема). С мая 1766 года по январь 1768 года он руководил Северным департаментом, а затем стал министром без портфеля. В этот период Конвей стремился проводить умеренную политику в отношении британских колоний в Северной Америке, будучи главным сторонником отмены Акта о гербовом сборе и выступая против налоговой политики канцлера казначейства Чарльза Таунсенда.

## Возвращение в армию

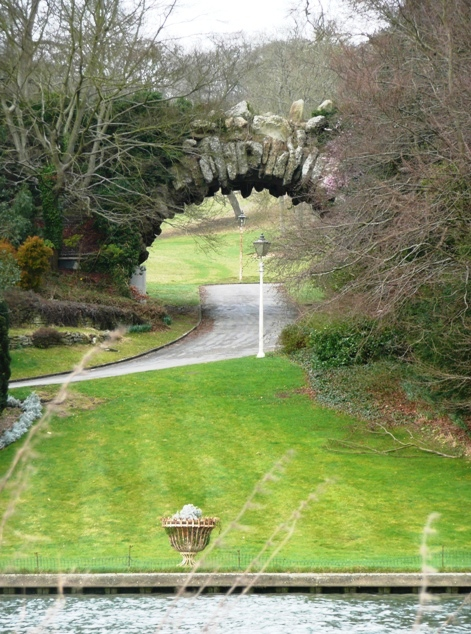
Мост Конвея в Беркшире.

После своей отставки в январе 1768 года Конвей вернулся в армию и 26 мая 1772 года был произведен в полные генералы, а 22 октября 1772 года занял должность губернатора острова Джерси. Он оставался важной фигурой в Палате общин, противодействуя предложениям о вооружённом подавлении Американской революции. В марте 1782 года, когда пало министерство Норта и к власти пришло Второе правительство Рокингема, Конвей занял пост Главнокомандующего вооруженными силами Великобритании.
Политическая карьера Конвея подошла к концу в 1784 году, когда он потерял свое место в парламенте из-за своей оппозиции новому правительству Уильяма Питта—Младшего. После этого он сосредоточился на своих военных обязанностях, сохранив свой пост главнокомандующего вплоть до отставки, последовавшей в январе 1793 года. 18 октября 1793 года Генри Сеймур Конвей был произведен в фельдмаршалы.
Генри Сеймур-Конвей скончался у себя дома, в поместье Парк-Плейс в Ременхэме, графство Беркшир, 9 июля 1795 года. Имя Конвея носит мост в его поместье Парк-Плейс, построенный по проекту Хэмфри Гейнсборо, брата художника Томаса Гейнсборо, который ранее исполнил портрет фельдмаршала. Мост, выстроенный из обломков руин средневекового аббатства Рединг, сохранился, и по нему до сих пор осуществляется автомобильное движение.

## Семья
19 декабря 1747 года Генри Сеймур Конвей женился на Каролине, вдове Чарльза Брюса, 4-го графа Элгина и 3-го графа Эйлсбери, дочери генерал-лейтенанта Джона Кэмпбелла, впоследствии 4-го герцога Аргайла. В этом браке родилась единственная дочь, Энн Сеймур Деймер, одна из первых женщин-скульпторов Британии.